# Enfant de Teshik-Tash
L'Enfant de Teshik-Tash est le nom donné à un crâne fossile de Néandertalien, trouvé en 1938 sur le site préhistorique de Teshik-Tash (la grotte de Teshik), près de Boysun, en Ouzbékistan (Asie centrale). Les vestiges animaliers découverts autour du crâne avaient été interprétés à l'origine comme témoignant d'un rituel funéraire autour d'une sépulture, ce qui est aujourd'hui contesté par les chercheurs.

## Historique
Lors d'une campagne de fouilles de la grotte de Teshik en 1938, le préhistorien russe Alekseï Okladnikov découvrit les restes d'un Néandertalien dans une fosse peu profonde. Le rapport de fouilles indiquait avoir trouvé à proximité cinq paires de cornes de bouquetin de Sibérie.

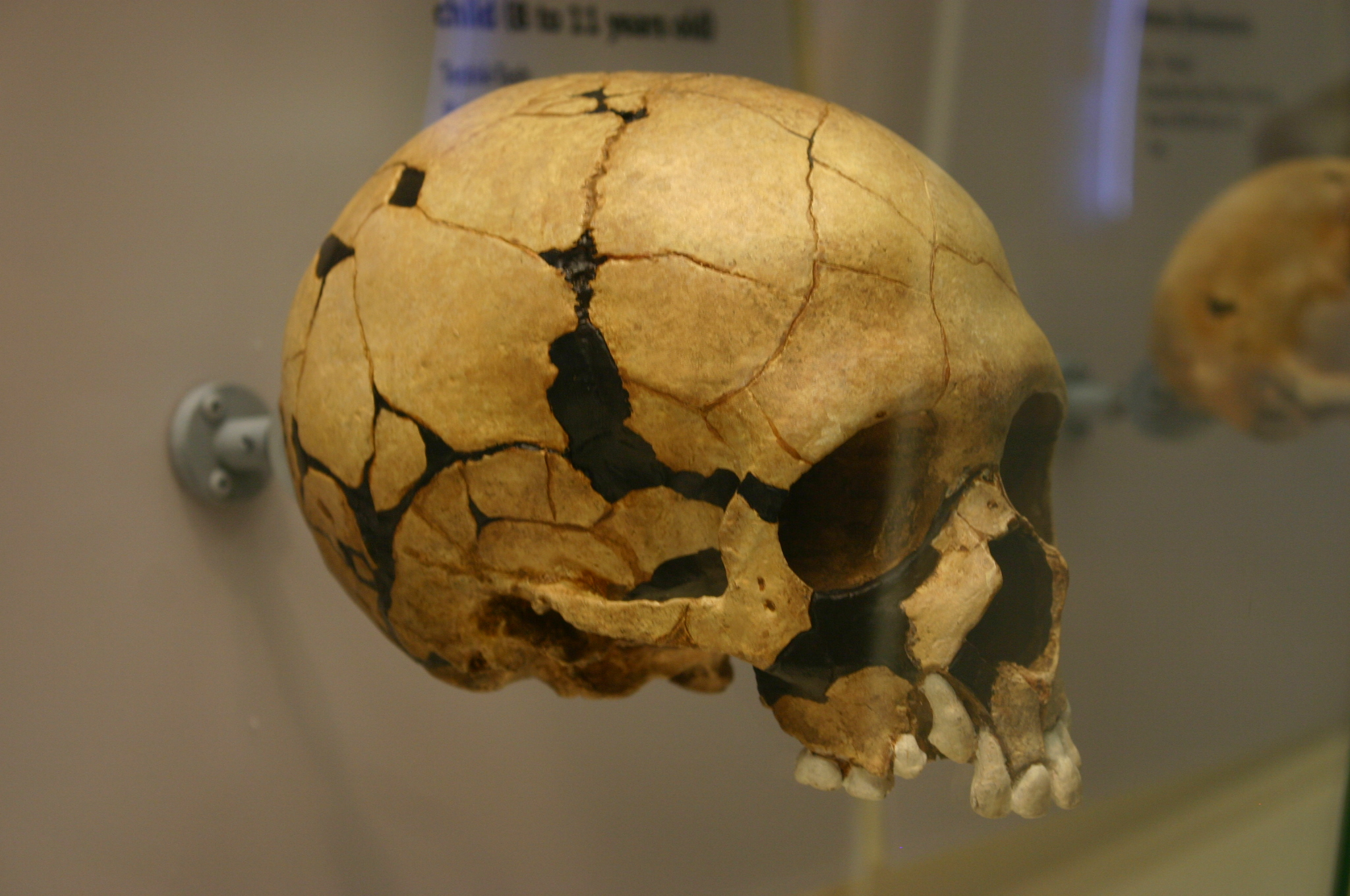
Le crâne de Teshik-Tash vu de profil

## Description
Le crâne de Teshik-Tash appartient à un enfant néandertalien de sexe masculin, âgé de 8 à 9 ans. Il a été reconstruit à partir de 150 fragments, ayant en effet été brisé sous le poids des sédiments.

## Interprétation
Les fouilles de 1938 n'ayant pas suivi les protocoles archéologiques modernes permettant de reconstituer a posteriori la configuration du site, la datation du fossile reste indéterminée, quoique se situant très probablement au sein du Pléistocène supérieur.
La morphologie du crâne avait paru à certains chercheurs plus moderne que celle que l'on rencontre au Pléistocène supérieur chez les Néandertaliens d'Europe. Une analyse de l'ADN mitochondrial a cependant confirmé l'appartenance du fossile à l'espèce Homo neanderthalensis. Des analyses ultérieures ont montré qu'il représentait une population distincte de celle des Néandertaliens d'Europe, ayant peut-être connu des épisodes d'hybridation ponctuels avec Homo sapiens au Moyen-Orient.
Les vestiges animaliers trouvés non loin du crâne avaient été initialement interprétés comme étant les traces d'un rituel funéraire, mais cette interprétation a depuis été remise en question,. Certains chercheurs mettent même en doute la réalité d'une éventuelle sépulture.

## Industrie lithique
Des outils moustériens ont également été découverts sur le site, dans cinq couches stratigraphiques successives. Ils montrent que cette industrie s'étendait au Paléolithique moyen bien au-delà de l'Europe et au moins jusqu'en Asie centrale.